# Abavus priscus
Abavus priscus är en tvåvingeart som beskrevs av Günther Enderlein 1914. Abavus priscus ingår i släktet Abavus och familjen vapenflugor. Inga underarter finns listade i Catalogue of Life.